# Len Mattiace
Leonard Earl "Len" Mattiace (nascido em 15 de outubro de 1967) é um jogador norte-americano de golfe profissional que atualmente disputa o PGA Tour.

## Vitórias profissionais (2)

### Vitórias do PGA Tour (2)
| N.º | Data                    | Torneio                | Placar                | Margem   | Vice-campeão(ões)                          |
| --- | ----------------------- | ---------------------- | --------------------- | -------- | ------------------------------------------ |
| 1   | 17 de fevereiro de 2002 | Nissan Open            | -15 (69-65-67-68=269) | 1 tacada | Brad Faxon, Rory Sabbatini, Scott McCarron |
| 2   | 30 de junho de 2002     | FedEx St. Jude Classic | -18 (69-68-65-64=266) | 1 tacada | Tim Petrovic                               |